# Cyrtodactylus sermowaiensis
Espèce
Synonymes
- Gymnodactylus sermowaiensis de Rooij, 1915

Cyrtodactylus sermowaiensis est une espèce de geckos de la famille des Gekkonidae.

## Répartition
Cette espèce est endémique de Nouvelle-Guinée.

## Étymologie
Son nom d'espèce, composé de sermowai et du suffixe latin -ensis, « qui vit dans, qui habite », lui a été donné en référence au lieu de sa découverte : le bassin de la Sermowai.

## Publication originale
- de Rooij, 1915 : The Reptiles of the Indo-Australian Archipelago. I. Lacertilia, Chelonia, Emydosauria. Leiden, E. J. Brill, p. 1-384 (texte intégral).